# Triaenodes albicornis
Triaenodes albicornis is een schietmot uit de familie Leptoceridae. De wetenschappelijke naam van de soort werd voor het eerst geldig gepubliceerd in 1905 door Georg Ulmer.
De soort komt voor in het Palearctisch gebied.